# جايسون ماثيوز (ملاكم)
جايسون ماثيوز (بالإنجليزية: Jason Matthews)‏ (21 يوليو 1970 بلندن في الإمبراطورية الرومانية - ) هو ملاكم بريطاني، صنّف ضمن فئة وزن الويلتر والوزن المتوسط والوزن المتوسط الخفيف ‏.

## وصلات خارجية
- جايسون ماثيوز على موقع بوكس ريك (الإنجليزية) (registration required)